# Stand your ground

Stand your ground enligt amerikansk jurisdiktion.
Stå på dig enligt lag.
Stå på dig enligt rättsligt beslut eller jurisdiktion.
Skyldighet att retirera utom i hemmet.
Skyldighet att retirera utom i hemmet eller arbetsplatsen.
Skyldighet att retirera utom i hemmet, bilen eller arbetsplatsen.
Genomsnittliga lagar.
Inga beslutade lagar.

Stand your ground ("stå på dig" eller "ingen skyldighet att retirera") är en amerikansk lag som föreskriver att människor får använda dödligt våld, när de rimligen tror att det är nödvändigt att försvara sig mot dödligt våld, stor kroppsskada, kidnappning, våldtäkt eller (i vissa jurisdiktioner) rån eller andra allvarliga brott (rätten till självförsvar). Enligt den lagen har människor ingen skyldighet att retirera, innan de använder dödligt våld i självförsvar, så länge de befinner sig på en plats där de har laglig rätt att uppehålla sig, de exakta detaljerna varierar beroende på jurisdiktion.
Alternativet till att "stå på dig" är "skyldighet att retirera". I jurisdiktioner som implementerar en skyldighet att retirera, får inte ens en person som angrips olagligt (eller som försvarar någon som angrips olagligt), använda dödligt våld, om det istället är möjligt att med säkerhet undvika faran genom att dra sig tillbaka.
Även fall som ålägger skyldighet att retirera, följer i allmänhet en doktrin, enligt vilken människor inte har någon skyldighet att retirera, när de attackeras i sina hem, eller i sina fordon eller arbetsplatser.
Doktrinen och "stå på dig"-lagarna, ger rättsligt försvar till personer som har anklagats för olika våldsbrott mot personer, såsom mord, dråp, grov misshandel och olaglig avfyring eller viftande av vapen, eller försök att begå sådana brott.
Huruvida en jurisdiktion följer "stå på dig" eller "skyldighet att retirera" är bara en del av dess självförsvarslagar. Olika jurisdiktioner tillåter dödligt våld mot olika brott, alla amerikanska stater tillåter det mot dödligt våld, stora kroppsskador, och sannolikt kidnappning eller våldtäkt, vissa tillåter det också mot hot om rån och inbrott.
I en granskning av befintlig forskning gjord av Rand Corporation från 2018, drogs slutsatsen att "det finns måttliga bevis för att lagar som 'stå på dig'-lagarna, kan öka antalet mord".

## Immunitet mot civilrättslig stämning
Förutom att tillhandahålla ett giltigt försvar inom straffrätten, har många lagar en "stå på dig"-klausul, som ger immunitet mot alla civilrättsliga stämningar, som lämnas in på uppdrag av en angripare, för skador till följd av det våld  som används för att stoppa en angripare. Utan denna klausul skulle en angripare kunna stämma för, sjukhusräkningar, skador på egendom, funktionshinder, smärta och lidande till följd av skadorna som försvararen tillfogat angriparen, eller om våldet resulterar i angriparens död, kan deras anhöriga eller dödsbo inleda en olaglig dödsprocess. Utan straffrättslig/civil immunitet skulle sådana civila åtgärder kunna användas som hämnd mot en lagligt agerande försvarare (som ursprungligen var angriparens offer).
Användning av våld i nödvärn som orsakar skada eller skador på andra, icke-brottsligt agerande parter, får dock inte skyddas från straffrättsligt eller civilrättsligt åtal.

## Kända fall i Florida
Florida införde stand your ground-lagar 2005. En studie av fall 2005–2012, där lagen användes som ett försvar, visade att i 79 % av fallen kunde svaranden ha dragit sig tillbaka för att undvika konfrontationen, och i 68 % av de framgångsrika försvarsanspråken, var den dödade obeväpnad. Två fall som fått mycket stor uppmärksamhet, är skjutningen av den 17-årige Trayvon Martin 2012, och Markeis McGlockton 2018.